# Andreas Hentrich
Andreas Hentrich (* 12. April 1963) ist ein ehemaliger deutscher Fußballspieler.

## Karriere
Hentrich erste Profistation war der Bayer 05 Uerdingen. Hentrich spielte vorher in der Jugend bei Zweibrücken-Ixheim und dem FK Pirmasens. Bei Bayer gab Hentrich sein Debüt in der Bundesliga am 23. Spieltag der Saison 1983/84, als er für Norbert Brinkmann eingewechselt wurde, im weiteren Verlauf der Saison wurde er drei weitere Male eingesetzt. Nach dieser Saison wechselte er zum FC 08 Homburg in die 2. Bundesliga. Hentrich blieb in Homburg bis 1989. In der Saison 1985/86 schaffte Hentrich mit seinen Mannschaftskollegen, als Meister der 2. Liga den Aufstieg in die Bundesliga. Es folgten zwei Jahre in der Bundesliga. Im zweiten Jahr erfolgte der Abstieg.